# Hymenoplia fulvescens
Hymenoplia fulvescens är en skalbaggsart som beskrevs av Escalera 1934. Hymenoplia fulvescens ingår i släktet Hymenoplia och familjen Melolonthidae. Inga underarter finns listade i Catalogue of Life.